# The Capitol Years
The Capitol Years es una caja recopilatoria de 4 CD que documenta la carrera de The Beach Boys durante su periodo en Capitol Records, el conjunto fue editado en 1999. Originalmente iba a ser editado en 1980 a través de Readers Digest en unbox de 6 LP, que incluía un LP con producciones de Brian Wilson (fuera de The Beach Boys) para Capitol. En 1988 EMI Records Australia lanzó una versión de 6 casetes de audio en un estuche de plástico con folleto.
En noviembre de 1980, World Records Ltd. (la sucursal de pedidos por correo de EMI en Gran Bretaña) lanzó un atractivo set de siete LP que cubre la carrera del grupo desde 1962 a 1969. Titulado The Beach Boys - The Capitol Years fue cumplido por Roy Grudge y Mike Grant en Abbey Road Studios en Londres. También contaba con un folleto informativo y detallado escrito por Peter Reum, erudito de la historia The Beach Boys. Más importante aún, Roy y Mike habían reunido a todos los grandes éxitos de los Beach Boys, así como a cubrir algunos de los trabajos más oscuros de la última parte de los años sesenta, todo en un solo lugar. Incluye las mezclas de sencillo de "Be True To Your School" y "Cottonfields", como también el lado B de "Break Away", "Celebrate The News". También se incluyeron "You're Welcome", lado B del sencillo "Heroes & Villains"  y la versión sin Dennis Wilson de "Auld Lang Syne" (de una extraña muestra para radio de Capitol), una pista nunca antes disponible para el público. La rara mezcla holandesa de "Bluebirds over the Mountain" también apareció en un LP por primera vez.
El conjunto contiene una extraña mezcla de estéreo verdadero, estéreo electrónicamente procesado (falso estéreo), duofónico (otra forma de falso estéreo) y mono. Las pistas de Summer Days (and Summer Nights!!), Beach Boys' Party! y Pet Sounds, están en sonido duofónico, de hecho en este conjunto es una de las pocas partes donde se puden encontrar estas mezclas en formato CD.
El LP más significativo en el set para coleccionistas fue el volumen siete. El LP con producciones de Brian Wilson incluyó todas las producciones externas de Brian para Capitol. Se encuentran entre otros "The One Can't Have", "Summertime", "Guess I'm Dumb", "Pamela Jean" y "Thinkin' Bout You Baby". A pesar de que las canciones de The Honeys habían sido recanalizadas en sonido duofónico (al igual que la mayoría de las mezclas mono en los otros seis LP), todavía se trataba de un hallazgo para los fanáticos de la banda. Más tarde estas y otras canciones con la misma temática fueron incluidas en un recopilatorio de las producciones de Brian Wilson en 2003 llamado Pet Projects: The Brian Wilson Productions.
Cuenta con 106 pistas de su tiempo en Capitol, mientras que la edición original de 1980 y la reedición japonesa de 1990 incluye 17 temas extras del disco con producciones externas de Brian Wilson para Capitol.

## Lista de canciones
Disco 1
1. "Surfin'"
2. "Surfin' Safari"
3. "Ten Little Indians"
4. "Surfin' U.S.A."
5. "Catch a Wave"
6. "Hawaii"
7. "Surfers Rule"
8. "Surfer Girl"
9. "Don't Back Down"
10. "Little Deuce Coupe"
11. "409"
12. "In the Parkin' Lot"
13. "Car Crazy Cutie"
14. "Spirit of America"
15. "Shut Down"
16. "Custom Machine"
17. "Drive-In"
18. "Cherry, Cherry Coupe"
19. "Little Honda"
20. "Be True to Your School"
21. "Fun, Fun, Fun"
22. "Why Do Fools Fall in Love"
23. "All Summer Long"
24. "I Get Around"
25. "Wendy"
26. "When I Grow Up (To Be a Man)"
27. "Little Saint Nick"
28. "Christmas Day"
29. "Auld Lang Syne"
30. "Don't Worry Baby"
31. "Your Summer Dream"

Disco 2
1. "In My Room"
2. "The Warmth of the Sun"
3. "Keep an Eye on Summer"
4. "Girls on the Beach"
5. "Please Let Me Wonder"
6. "Hushabye"
7. "The Lord's Prayer"
8. "Dance, Dance, Dance"
9. "The Little Girl I Once Knew"
10. "Good to My Baby"
11. "Help Me, Rhonda"
12. "Do You Wanna Dance?"
13. "You're So Good to Me"
14. "Don't Hurt My Little Sister"
15. "She Knows Me Too Well"
16. "California Girls"
17. "The Little Old Lady from Pasadena"
18. "Graduation Day"
19. "Monster Mash"
20. "Johnny B. Goode"
21. "Barbara Ann"
22. "There's No Other (Like My Baby)"
23. "Devoted to You"
24. "Mountain of Love"
25. "Aren't You Glad"
26. "Their Hearts Were Full of Spring"

Disco 3
1. "Then I Kissed Her"
2. "Kiss Me, Baby"
3. "Let Him Run Wild"
4. "Amusement Parks U.S.A."
5. "I'm So Young"
6. "Girl Don't Tell Me"
7. "Salt Lake City"
8. "The Girl from New York City"
9. "Sloop John B"
10. "Here Today"
11. "Caroline, No"
12. "I'm Waiting for the Day"
13. "You Still Believe in Me"
14. "I Know There's an Answer"
15. "Wouldn't It Be Nice"
16. "God Only Knows"
17. "I Just Wasn't Made for These Times"
18. "Good Vibrations"
19. "Wind Chimes"
20. "Cabinessence"
21. "Vegetables"
22. "Wonderful"
23. "Our Prayer"
24. "Heroes and Villains"

Disco 4
1. "Darlin'"
2. "Gettin' Hungry"
3. "Here Comes the Night"
4. "With Me Tonight"
5. "Wake the World"
6. "Country Air"
7. "You're Welcome"
8. "I'd Love Just Once to See You"
9. "Wild Honey"
10. "Do It Again"
11. "Little Bird"
12. "Let the Wind Blow"
13. "Busy Doin' Nothin'"
14. "Passing By"
15. "Time To Get Alone"
16. "Be Here in the Mornin'"
17. "Friends"
18. "I Can Hear Music"
19. "Never Learn Not to Love"
20. "Cotton Fields"
21. "I Went to Sleep"
22. "Bluebirds over the Mountain"
23. "Celebrate the News"
24. "Be with Me"
25. "Break Away"

Disco extra Brian Wilson Productions
1. Shoot The Curl - The Honeys
2. Surfin' Down The Swanee River - The Honeys
3. Pray For Surf - The Honeys
4. Hide To Seek - The Honeys
5. Run-Around Lover - Sharon Marie
6. Summertime - Sharon Marie
7. The One You Can't Have - The Honeys
8. From Jimmy With Tears - The Honeys
9. Pamela Jean - The Survivors
10. After The Game - The Survivors
11. Sacramento - Gary Usher
12. Just The Way I Feel - Gary Usher
13. Thinkin' Bout You Baby - Sharon Marie
14. The Story Of My Life - Sharon Marie
15. Guess I'm Dumb - Glen Campbell
16. Tonight You Belong To Me - The Honeys
17. Goodnight My Love - The Honeys